# Sovjetchampagne

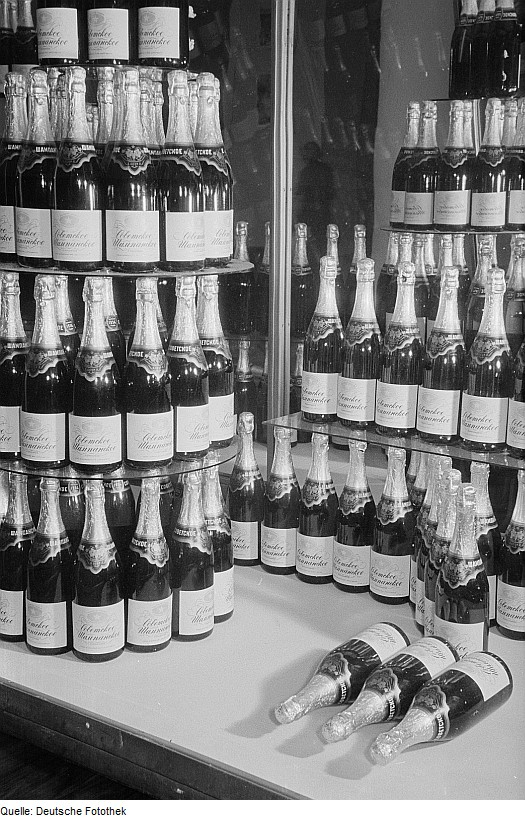
"Sovjetchampagne" in een etalage in Leipzig

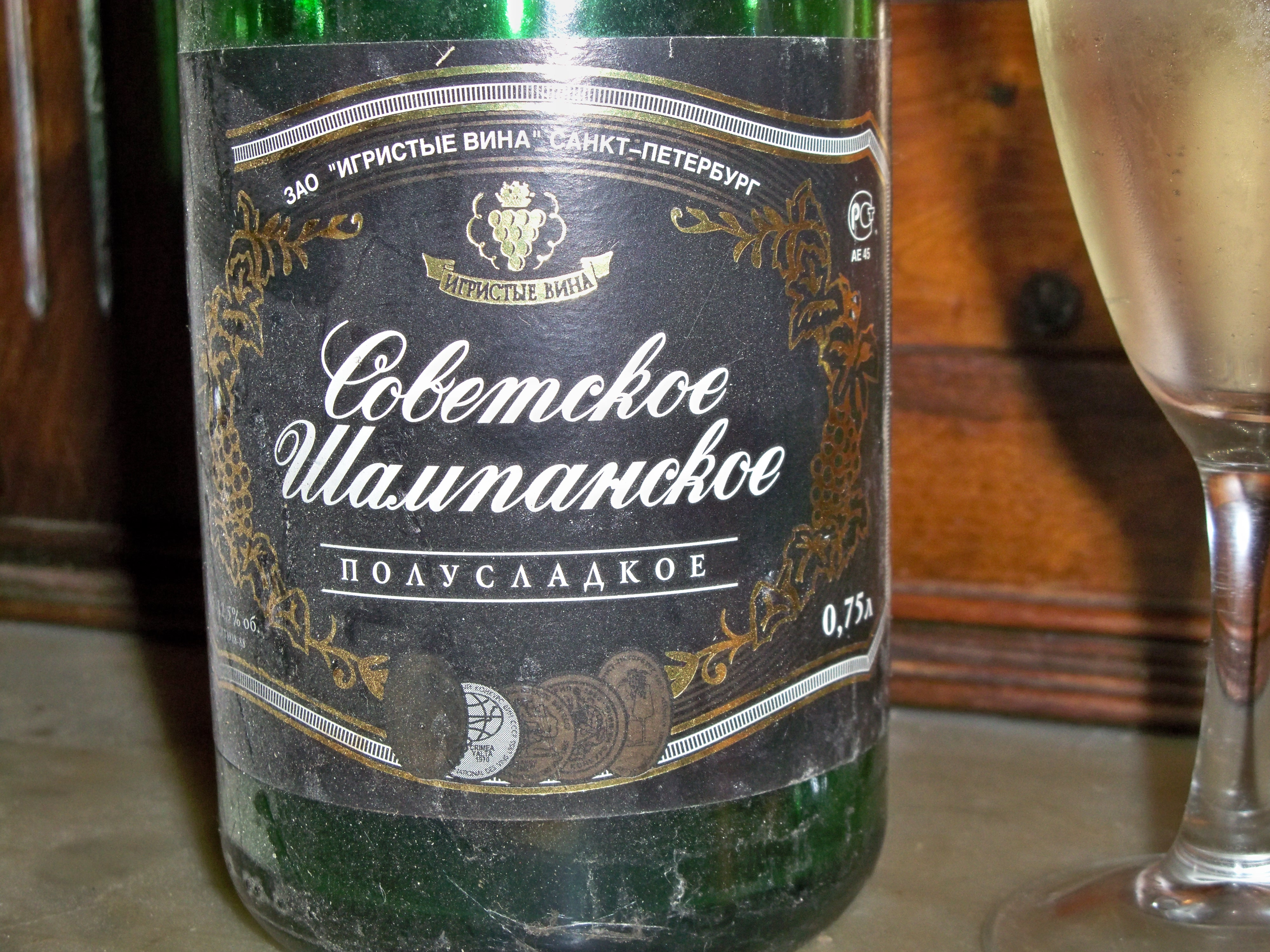
Etiket.

Sovjetchampagne (Советское шампанское, "sovjetskoje sjampanskoje") is een generieke naam voor mousserende wijnen geproduceerd in de Sovjet-Unie en haar opvolgersstaten. Gedurende vele jaren waren het recept en de productie in handen van de staat. De wijn werd gemaakt van een mengeling van aligotédruiven en Chardonnaydruiven. 
Nadat de Sovjet-Unie uiteenviel, kochten privébedrijven uit Wit-Rusland, Oekraïne, Moldavië en Rusland de rechten om de "sovjetchampagne" opnieuw te produceren. De champagne wordt vandaag de dag nog steeds door deze bedrijven gemaakt, en ze gebruiken de originele naam als hun merknaam.

## Geschiedenis
Tsaar van Rusland, Pavel I, bracht voor het eerst wijngaarden op de Krim samen met Franse champagnemeesters, maar het was een aristocraat, prins Golytsin, die voor het eerst een succesvolle champagne-wijngaard oprichtte bij de stad Abrau-Dyurso. Zijn nieuw product was zo succesvol dat het in 1900 op wereldexpo in Parijs de "Grand Prix de Champagne" won.
Toen na de Russische Revolutie in oktober 1917 de bolsjewieken aan de macht kwamen was de privéhandel, vooral in luxegoederen, zo goed als verdwenen. Maar wanneer de Sovjet-Unie zich in de jaren 20 ontwikkelde tot een geïndustrialiseerde natie, vroeg de sovjetregering aan Russische wijnmakers om een nieuw recept te maken voor een "champagne voor het volk". Het moest een goedkope, makkelijk te produceren champagne worden, toegankelijk voor de massa. Het nieuwe merk, de "sovjetchampagne", werd uitgevonden door een paar leden van een regionale sovjet. De "vader" van de nieuwe champagne was Anton Frolov-Bagreyev, een voormalig werknemer van prins Golytsin. In een dramatisch incident tijdens de Russische Burgeroorlog was hij bijna gedood omdat hij weigerde de druivenoogst aan een groep soldaten van het Rode Leger te geven. Hij overleefde enkel door de hulp die de andere werknemers hem gaven. Later haalde hij academische diploma's en kreeg hij de Stalinprijs voor zijn verdiensten in de wijnindustrie. Het productieproces werd nog efficiënter en goedkoper gemaakt in 1953 door professor Georgy Agabalyanc, die daarvoor de Leninprijs ontving. In 1975 kocht het bedrijf Moët & Chandon een licentie om de champagne in het Westen te maken.

## Rechtspositie
In Letland oordeelde het hooggerechtshof dat Latvijas Balzams, een lokale producent, het exclusieve recht heeft om de sovjetchampagne te produceren in dat land. In andere voormalige sovjetrepublieken is de productie niet tot één bedrijf beperkt, daar maken meerdere producenten de champagne.
Door een wet van de Europese Unie is het in de EU verboden mousserende wijn die buiten de Champagnestreek in Frankrijk geproduceerd wordt, champagne te noemen. Hongarije, dat ook sovjetchampagne maakte, werd daardoor gedwongen de naam te veranderen naar "Sovjetskoje Igristoje", een naam die ook in de sovjettijd regelmatig voorkwam.